# Фаркуар (острова)
Фаркуа́р (англ. Farquhar) — группа островов, входящая во Внешние Сейшельские острова. Острова расположены более чем в 700 километрах на юго-запад от столицы Сейшельских Островов Виктории на острове Маэ. Площадь суши не превышает 11 км², но площадь всей территории примерно 370 км².

## Острова
Группа островов включает в себя два атолла, один отдельный остров и один риф:
1. Сен-Пьер — остров,
2. Фаркуар — атолл, состоящий из двух больших и нескольких более малых островов,
3. Провиденс — атолл, состоящий из островов Провиденс и Серф,
4. Риф Уизард.

| Острова         | Площадь, км² | Население, чел. | Плотность, чел./км² |
| --------------- | ------------ | --------------- | ------------------- |
| атолл Фаркуар   | 7,5          | 15              | 2,00                |
| остров Сен-Пьер | 1,68         | 0               | 0                   |
| атолл Провиденс | 1,5          | 6               | 4,00                |
| Риф Уизард      | 0            | 0               | 0                   |
| Всего           | 10,68        | 21              | 1,96                |

## Фауна
Farqua quadrimaculata — вид пауков семейства Oonopidae, единственный известный эндемик островов Фаркуар.

## Население
На островах находятся только два поселения, расположенных на Северном острове атолла Фаркуар и на одном из островов атолла Провиденс.